# AirTag
AirTag是蘋果公司開發的物品追蹤器，於2021年4月20日(UTC+8)在發表會上發布。美国單件售价29美元。使用蓝牙信号与內建Apple U1超宽频晶片的iPhone进行定位（搭配“查找”网络），它可以搭配另外購買的配件懸掛在物件上，當物主找不到物品時顯示其位置並指引物主方向至其位置。為避免被他人濫用AirTag不當追蹤，當iPhone偵測到不屬於自己的AirTag存在於自己隨身之物品時，會發出警示提醒。

## 流言
自从2019年开始，AirTag即将出现的流言就在网络上流传。

## 确定其存在
根据MacRumor报道，苹果在其YouTube频道上上传了一则指导用户如何使用Find My iPhone的影片，此影片中用来演示的iPhone似乎运行着一个未公开的IOS版本，其中显示，在Find My的設定選項中的“开启离线搜尋”开关下的注解中写到：
开启“离线搜尋”可以让iPhone和AirTag在未連接Wi-Fi的情况下被找到。
因此，可以确定AirTag的存在。

## 正式发布
2021年4月20日(UTC+8)苹果公司正式推出了AirTag物品追踪器，可通过「查找APP」找尋物品位置。AirTag直徑31.9公釐、厚8公釐，重11克，防水等級IP67，內裝一顆CR2032鈕扣電池，續航力約1年，使用者可自行更換。